# صداست که می‌ماند
فقط صدا می‌ماند فیلمی به کارگردانی و نویسندگی سعید چاری ساختهٔ سال ۱۳۹۰ است.

## خلاصه داستان
تورج نصر که جای بیش از ۳۰۰۰ هزار شخصیت کارتونی دهه ۶۰ حرف زده‌است و صدای آنها را دوبله کرده‌است دچار عارضه قلبی می‌شود و به کما می‌رود. دکترها از او قطع امید می‌کنند اما کارکترهای کارتونی که قبلاً او جایش حرف زده بود (شیپورچی - یوگی خرسه - دارکوب زبله - کنگو و …) به شدت نگران می‌شوند چون فکر می‌کنند که اگر او بمیرد صدای آنها هم برای همیشه قطع می‌شود. آنها سراسیمه و نگران به دنیای واقعی می‌آیند تا تورج نصر را نجات دهند

## بازیگران
- رضا رویگری
- علی انصاریان[۲]
- میرطاهر مظلومی
- تورج نصر
- مختار سائقی
- مجید شهریاری
- فریده دریامج
- عباس محبوب
- آرش میراحمدی
- امید علیمردانی
- اردشیر کاظمی
- محمد آزادی
- اسداله یکتا
- سیدجلال طباطبایی
- آوا رویگری
- جلال پیشواییان
- ثنا صادقی